# Eberhard von der Lancken

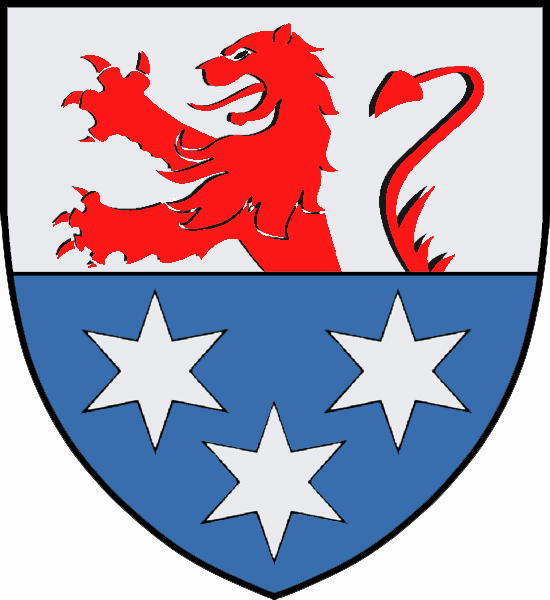
Wappen von der Lancken

Eberhard Karl Otto Heinrich Ferdinand von der Lancken (* 29. Juni 1849 in Galenbeck, Gemeinde Ritzerow; † 16. April 1918 ebenda) war ein preußischer Generalleutnant.

## Leben

### Herkunft
Eberhard entstammte der mecklenburgischen Linie des rügenschen Uradelsgeschlechts von der Lancken. Er war ein Sohn des Herrn auf Galenbeck Bernhard von der Lancken (1813–1892) und dessen Ehefrau Bertha, geborene von Plüskow (1816–1870). Der Landdrost Wolf von der Lancken (1845–1920) war sein älterer Bruder.

### Militärkarriere
Lancken besuchte das Gymnasium in Wernigerode und trat anschließend am 20. September 1867 als Grenadier in das 1. Garde-Regiment zu Fuß der Preußischen Armee ein. Bis Anfang Februar 1869 avancierte er zum Sekondeleutnant. Während des Krieges gegen Frankreich wurde er bei St. Privat leicht verwundet, nahm an den Kämpfen um Pierrefitte, Pont Iblon, Stains sowie Paris teil und wurde mit dem Eisernen Kreuz II. Klasse ausgezeichnet.
Von März 1873 bis Oktober 1875 war er Adjutant des I. Bataillons und wurde Anfang April 1876 unter Beförderung zum Premierleutnant mit einem Patent vom 7. September 1875 in das 3. Garde-Regiment zu Fuß versetzt. Ab dem 15. Februar 1881 war Lancken zur Dienstleistung als persönlicher Adjutant des Prinzen Wilhelm kommandiert und stieg Ende April 1881 zum überzähligen Hauptmann auf. Unter Versetzung in die Adjutantur wurde er am 31. Mai 1881 zum persönlichen Adjutanten des Prinzen ernannt. Mit der Ernennung zum Kompaniechef im Kaiser Alexander Garde-Grenadier-Regiment Nr. 1 trat Lancken am 26. Januar 1884 mit einem Patent vom 27. Januar 1880 in den Truppendienst zurück. Am 13. Dezember 1888 folgte seine Versetzung in das 4. Garde-Grenadier-Regiment „Königin“ unter gleichzeitiger Kommandierung als Adjutant der 2. Garde-Division. Nachdem Lancken Ende Dezember 1888 den Charakter als Major erhalten hatte, wurde ihm Ende Mai 1889 das Patent zu seinem Dienstgrad verliehen. Vom 2. September 1889 bis zum 28. Juli 1890 war Lancken Adjutant beim Generalkommando des Gardekorps und anschließend Kommandeur des I. Bataillons im 1. Garde-Regiment zu Fuß. Dort wurde er am 15. November 1894 Oberstleutnant und rückte am 27. Januar 1895 zum etatmäßigen Stabsoffizier auf. Unter Beförderung zum Oberst erfolgte mit Wirkung zum 1. April 1895 seine Ernennung zum Kommandeur des neugebildeten Garde-Grenadier-Regiments Nr. 5. Als Generalmajor war Lancken vom 18. April 1901 bis zum 14. September 1904 Kommandeur der 4. Garde-Infanterie-Brigade und erhielt in dieser Eigenschaft den Stern zum Kronen-Orden II. Klasse. Anschließend avancierte er zum Generalleutnant und Kommandeur der 6. Division in Brandenburg an der Havel. In Genehmigung seines Abschiedsgesuches wurde Lancken am 10. April 1906 mit der gesetzlichen Pension zur Disposition gestellt.
Nach seiner Verabschiedung bewirtschafte er sein Gut Galenbeck und erhielt er am 8. Februar 1913 die Erlaubnis zum Tragen der Uniform des Garde-Grenadier-Regiments Nr. 5.

### Familie
Lancken hatte sich am 7. Mai 1892 in Frankfurt (Oder) mit Elisabeth von Puttkamer (* 1869) verheiratet. Aus der Ehe gingen die Kinder Wolf-Dietrich (* 1893), Irmela (* 1896), Malte (* 1898) und Bernd (* 1901) hervor.